# Castell-Platja d'Aro
Castell-Platja d'Aro är en kommun i Spanien. Den ligger i provinsen Província de Girona och regionen Katalonien, i den östra delen av landet och har Platja d'Aro som kommunhuvudort. Antalet invånare är 10 527. Arean är 21,7 kvadratkilometer. Castell-Platja d'Aro gränsar till Calonge, Sant Feliu de Guíxols och Santa Cristina d'Aro. 
Terrängen i Castell-Platja d'Aro är platt åt sydost, men åt nordväst är den kuperad.